# Bulz
Bulz – wieś w Rumunii, w okręgu Bihor, w gminie Bulz. W 2011 roku liczyła 779 mieszkańców.